# Zeta Reticuli
Zeta Reticuli (Zeta Ret, ζ Reticuli, ζ Ret) is een wijd dubbelstersysteem in het zuidelijke sterrenbeeld Reticulum. Vanaf het zuidelijk halfrond kunnen deze sterren in zeer donkere nachten met het blote oog worden gezien. Op basis van metingen aan de parallax is bepaald dat dit systeem zich op een afstand van ongeveer 39,3 lichtjaar van de Aarde bevindt. Zeta2 Reticuli wordt rondom omgeven door een puinschijf. Beide sterren zijn zonanaloog, dat wil zeggen dat zij vergelijkbare kenmerken met de zon delen. De twee sterren behoren tot de Zeta Herculis-bewegende groep van sterren, die een gemeenschappelijke oorsprong hebben.
De spectraalklasse van de twee sterren die Zeta Reticuli vormen is respectievelijk G4.V en G2.V.

## Kenmerken
Op een declinatie van −62° is het systeem niet zichtbaar vanaf de Nederlands/Belgische breedtegraad (rond de +52°) en Engeland (rond de +53°), zodat het geen Flamsteed-aanduiding heeft gekregen in John Flamsteeds Historia Coelestis Britannica. De Bayer-aanduiding voor dit sterrenstelsel, Zeta (ζ) Reticuli komt voor het eerst voor op een sterrenkaart uit 1756 van de Franse astronoom abbé Nicolas Louis de Lacaille. De twee sterren krijgen vervolgens eerst een verschillende aanduiding in de Cape Photographic Durchmusterung die tussen 1859 en 1903 werd opgesteld, en daarna ook in de Henry Draper catalogus, die tussen 1918 en 1924 werd gepubliceerd.
De twee sterren bevinden zich op gelijke afstand van de Zon en zij vertonen beide dezelfde beweging door de ruimte. Dit bevestigt dat zij door de zwaartekracht aan elkaar gebonden zijn en zij een breed dubbelstersysteem vormen. Zij liggen zich met een hoekscheiding van 309.2 boogseconden (5.2 boogminuten) ver genoeg uit elkaar om vanaf de Aarde bij een donkere nachthemel als twee aparte sterren met het blote oog te kunnen worden waargenomen. De afstand tussen de twee sterren is ten minste 3.750 AE; hun omlooptijd is 170.000 jaar of meer.
Beide sterren delen een aantal dezelfde fysieke kenmerken met de Zon, zodat zij worden beschouwd als een zonne-analogon. Hun stellaire classificatie is bijna identiek aan die van de Zon. ζ1 heeft 96% van de zonnemassa en 84% van de zonneradius. ζ2 is iets groter en helderder dan ζ1 met 99% van de zonnemassa en 88% van de zonneradius. De twee sterren ontbreekt ten opzichte van de Zon enigszins aan metalen. Het aandeel aan andere elementen dan waterstof en helium bedraagt in vergelijking van de zon maar 60%.
Om redenen die onzeker blijven, hebben zij een abnormaal lage aanwezigheid van het element beryllium. Beide sterren worden als ongewoon beschouwd, omdat zij een lagere luminositeit hebben dan normaal is voor hoofdreekssterren van hun leeftijd en oppervlaktemperatuur. Dat wil zeggen dat zij onder de hoofdreeks op het Hertzsprung-Russelldiagram voor nieuw gevormde sterren liggen. De meeste sterren zullen boven deze curve evolueren naarmate zij ouder worden.
ζ1 heeft een gemiddeld niveau van magnetische activiteit in haar chromosfeer. Hoewel de kinematica van dit dubbelstersysteem suggereert dat zij tot een populatie van oudere sterren behoort, suggereren de eigenschappen van hun stellaire chromosferen dat de twee sterren ongeveer 2 miljard jaar oud zijn.
Zeta Reticuli heeft geen bekende exoplaneten. Op 20 september 1996 werd een mogelijke ontdekking van een hete Jupiter rond ζ2 gerapporteerd, maar deze ontdekking werd snel ingetrokken, dit aangezien het signaal waarop de ontdekking was gebaseerd, veroorzaakt bleek te worden door pulsaties in de ster. In 2002 werd ζ1 onderzocht op een infrarood golflengte van 25 micrometer, maar er werd geen indicatie gevonden voor een overschot aan infraroodstraling. In 2007 werd de Spitzer-ruimtetelesscoop gebruikt om rond ζ2 een overschot aan infraroodstraling op te sporen op een golflengte van 70 micrometer. Men kwam met de hypothese dat deze straling waarschijnlijk werd uitgezonden door een puinschijf met een gemiddelde temperatuur van 150 kelvin die op een afstand van 4,3 AE in een baan rond deze ster draait. In 2010 bleek de Herschel-ruimtetelescoop, een telescoop met een relatief hogere ruimtelijke resolutie, in tegenstelling tot de Spitzer-ruimtetelescoop in staat het vraagstuk rondom het overschot aan infraroodstraling op een golflengte groter dan 70 micrometer op te lossen. Het infrarood overschot blijkt van een puinschijf te komen die vergelijkbaar is met de Kuipergordel met een halve lange as van 100 AE en een temperatuur van 30-40 kelvin, dit in tegenstelling tot eerdere speculaties dat het overschot aan infraroodstraling afkomstig was van een puinschijf vergelijkbaar met de asteroïdengordel.
Dit dubbelstersysteem behoort tot de Zeta Herculis-bewegende groep van sterren die een gemeenschappelijke beweging door de ruimte delen, wat suggereert dat alle sterren in deze moving group een gemeenschappelijke oorsprong hebben. In het galactisch coördinatenstelsel zijn de [U, V, W] componenten van de ruimtesnelheid voor dit systeem gelijk aan [−70,2, −47,4, 16,4] km/s voor ζ1 en [−69,7, −46,4, 16,8] km/s voor ζ2. Zij volgen momenteel een baan door de Melkweg met een excentriciteit van 0,24. Deze baan zal het systeem tussen de 17,4 klj ( = 17.400 lichtjaar) en 28,6 klj van het galactische centrum brengen. De inclinatie van deze baan zal de dubbelster zo veel als 1,3 klj uit het vlak van de galactische schijf brengen. Dit brengt het dubbelstersysteem waarschijnlijk buiten de dichtbevolkte schijf van sterren.

## Trivia
Zeta Reticuli komt vaak voor in sciencefiction. In de film Alien wordt het ei van de Alien bijvoorbeeld op de fictieve planeet LV-426 aangetroffen.